# (2320) Blarney
(2320) Blarney (1979 QJ) – planetoida z grupy pasa głównego asteroid okrążająca Słońce w ciągu 5,64 lat w średniej odległości 3,17 au. Odkryta 29 sierpnia 1979 roku.